# Іст-Ерл (Пенсільванія)
Іст-Ерл (англ. East Earl) — переписна місцевість (CDP) в США, в окрузі Ланкастер штату Пенсільванія. Населення — 1113 особи (2020).

## Географія
Іст-Ерл розташований за координатами 40°6′37″ пн. ш. 76°1′33″ зх. д. / 40.11028° пн. ш. 76.02583° зх. д. (40.110171, -76.025953).  За даними Бюро перепису населення США в 2010 році переписна місцевість мала площу 2,44 км², з яких 2,44 км² — суходіл та 0,01 км² — водойми.

## Демографія
Згідно з переписом 2010 року, у переписній місцевості мешкали 1144 особи в 380 домогосподарствах у складі 336 родин. Густота населення становила 468 осіб/км².  Було 386 помешкань (158/км²).
Расовий склад населення:
| - 96,4 % — білих - 1,3 % — азіатів - 0,7 % — чорних або афроамериканців - 0,2 % — корінних американців - 1,0 % — осіб інших рас |

До двох чи більше рас належало 0,4 %. Частка іспаномовних становила 2,8 % від усіх жителів.
За віковим діапазоном населення розподілялося таким чином: 28,5 % — особи молодші 18 років, 57,3 % — особи у віці 18—64 років, 14,2 % — особи у віці 65 років та старші. Медіана віку мешканця становила 39,7 року. На 100 осіб жіночої статі у переписній місцевості припадало 95,9 чоловіків;  на 100 жінок у віці від 18 років та старших — 97,6 чоловіків також старших 18 років.
Середній дохід на одне домашнє господарство  становив 89 742 долари США (медіана — 90 050), а середній дохід на одну сім'ю — 89 742 долари (медіана — 90 050). Медіана доходів становила 66 793 долари для чоловіків та 67 833 долари для жінок. За межею бідності перебувало 12,0 % осіб, у тому числі 13,8 % дітей у віці до 18 років та 24,5 % осіб у віці 65 років та старших.
Цивільне працевлаштоване населення становило 397 осіб. Основні галузі зайнятості: освіта, охорона здоров'я та соціальна допомога — 31,0 %, виробництво — 20,4 %, науковці, спеціалісти, менеджери — 12,1 %, фінанси, страхування та нерухомість — 11,1 %.